# Mandejství

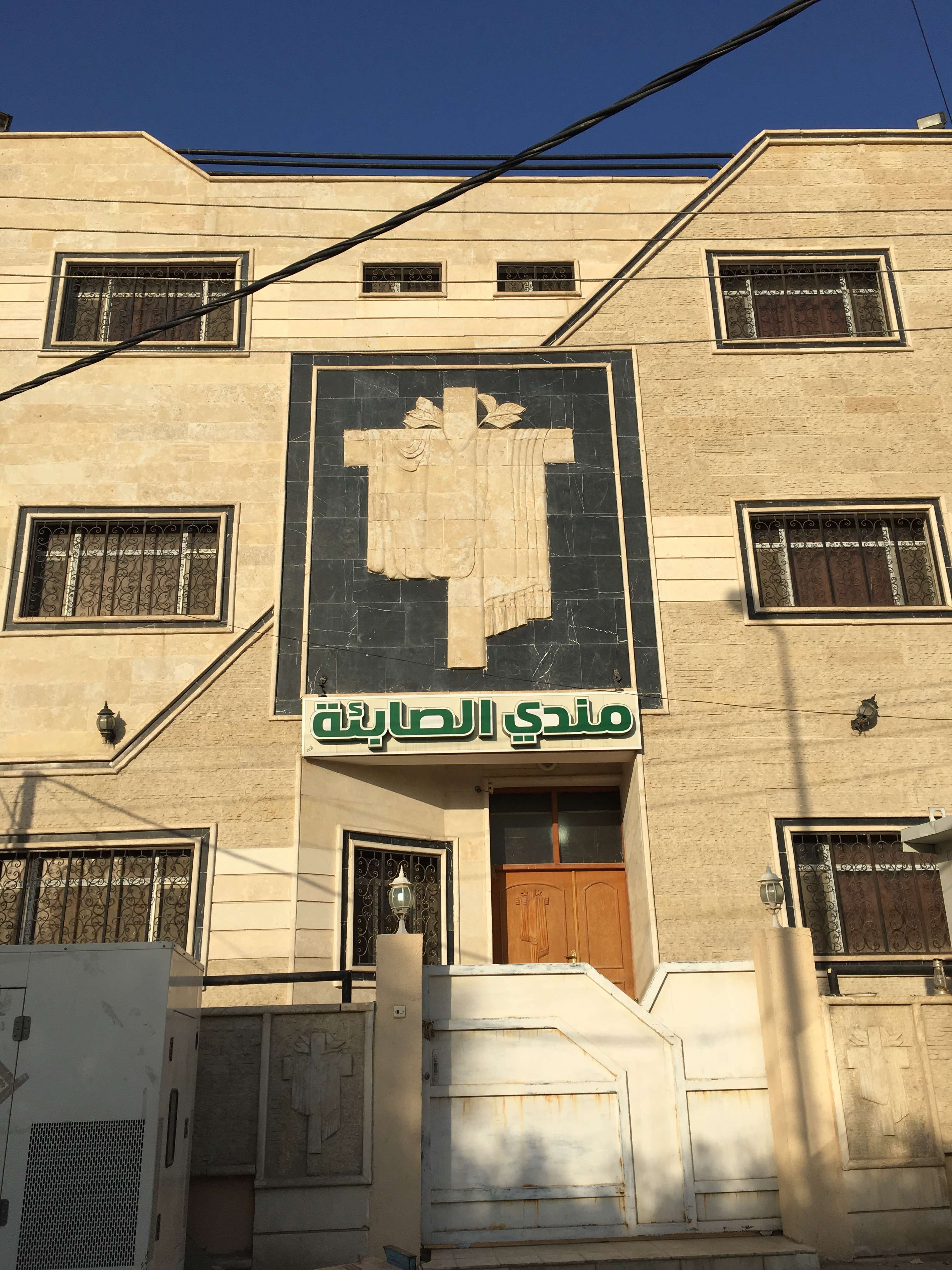
Mandejská modlitebna v Iráku

Mandejství je náboženství Mandejců, blízkovýchodní etnické skupiny s velice přísnými pravidly a praktikující starobylé rituály, kvůli kterým je běžný život v civilizované společnosti velmi obtížný nebo přímo nemožný. 
Nejběžnějším rituálem Mandejců je masbuta („křest“), který je často opakován. Musí být vykonáván vždy v tekoucí vodě ponořením. Mandejské společenství je závislé na kněžích, kteří řídí a vykonávají všechny náboženské obřady. Právě v této oblasti je existence mandejství a Mandejců nejvíce ohrožená, protože kněží je chronický nedostatek. Musejí to být osvícené osoby, mohou to být muži nebo případně ženy, kteří musí ovládat jazyk mandejštinu slovem i písmem a být ženatí/vdané. Osvojit si dostatečnou znalost mandejštiny není samozřejmostí, protože Mandejci k běžné komunikaci užívají jiných jazyků, zemí a jiných národů, u kterých žijí, jedná se hlavně o arabštinu, ale stále více i angličtinu (mandejské komunity jsou také ve Spojených státech a Austrálii), v níž již vznikají moderní mandejské knihy. Mandejština byla po nějakou dobu pokládána dokonce za nesrozumitelný mrtvý jazyk. Teprve poté, když se zjistilo, že je příbuzná východní aramejštině, byla brzy rozluštěna.
Vědci se domnívají, že mandejské náboženství je vyznáváno asi 60 000 až 70 000 lidmi na celém světě.

## Nauka

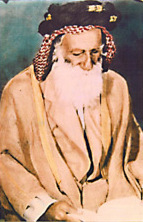
Mandejský biskup Kanzfra Dakhayyel Eydan (1881–1964)

Darfash (zástava) neboli „mandejský kříž“, symbol představující očištěné lidské tělo zahalené do látky

Mandejci jako jediného proroka uznávají Jana Křtitele a jako falešné proroky odmítají Mohameda i Mojžíše. K Ježíši je jejich vztah nevyvážený. Většinou bývá zatracován a odmítán jako čaroděj, ovšem část Mandejců si jej naopak velice váží. Mandejci pokládají Židy, muslimy i křesťany za „téměř křesťany“, ač jejich nauky jsou podobné i odlišné zároveň. Mandejci si jsou myšlenkově velmi blízko se zoroastriány, byť je mandejci považují za kacíře.
Janu Křtiteli je věnována celá kniha a jeho obraz v ní je odlišný od toho, co známe z biblického podání. Byl vůdcem a zachráncem mandejců (připravil 366 kněží) a křtil a kázal více než čtyřicet let. Nebyl popraven a měl syna, který byl zabit během židovského povstání.
Nejváženější ženou je Marie, která vystupuje v Diwan Abatur (tj. Abaturův svitek) a v řadě legend pod jménem Miriaj. Je zde představena jako významná kněžka a za manžela měla kněze (muže v turbanu).
Jedno z mandejských božstev je Ptahil, tvůrce hrubohmotného světa zvaného „Tibil“. Podle některých badatelů má představa původ ve starověkém egyptském bohu Ptahovi doplněném o semitskou příponu pro boha „il“ (el).

## Mandejská literatura
Mandejská literatura je známá pouze ze spisů, které se podařilo získat badatelům. Největší zásluhy o její poznání má Lady Ethel Stefana Drowerová. Následuje přehled její sbírky, která je dnes uložena v Oxfordu ve Velké Británii. Samotné knihy nejsou obvykle příliš staré. Je to tím, že mandejci si více cení opisů než starých originálů. První mandejskou knihou, která se dostala do Evropy, byl Diwan Abatur (Abaturův svitek). Lady Drowerová získala druhý exemplář.

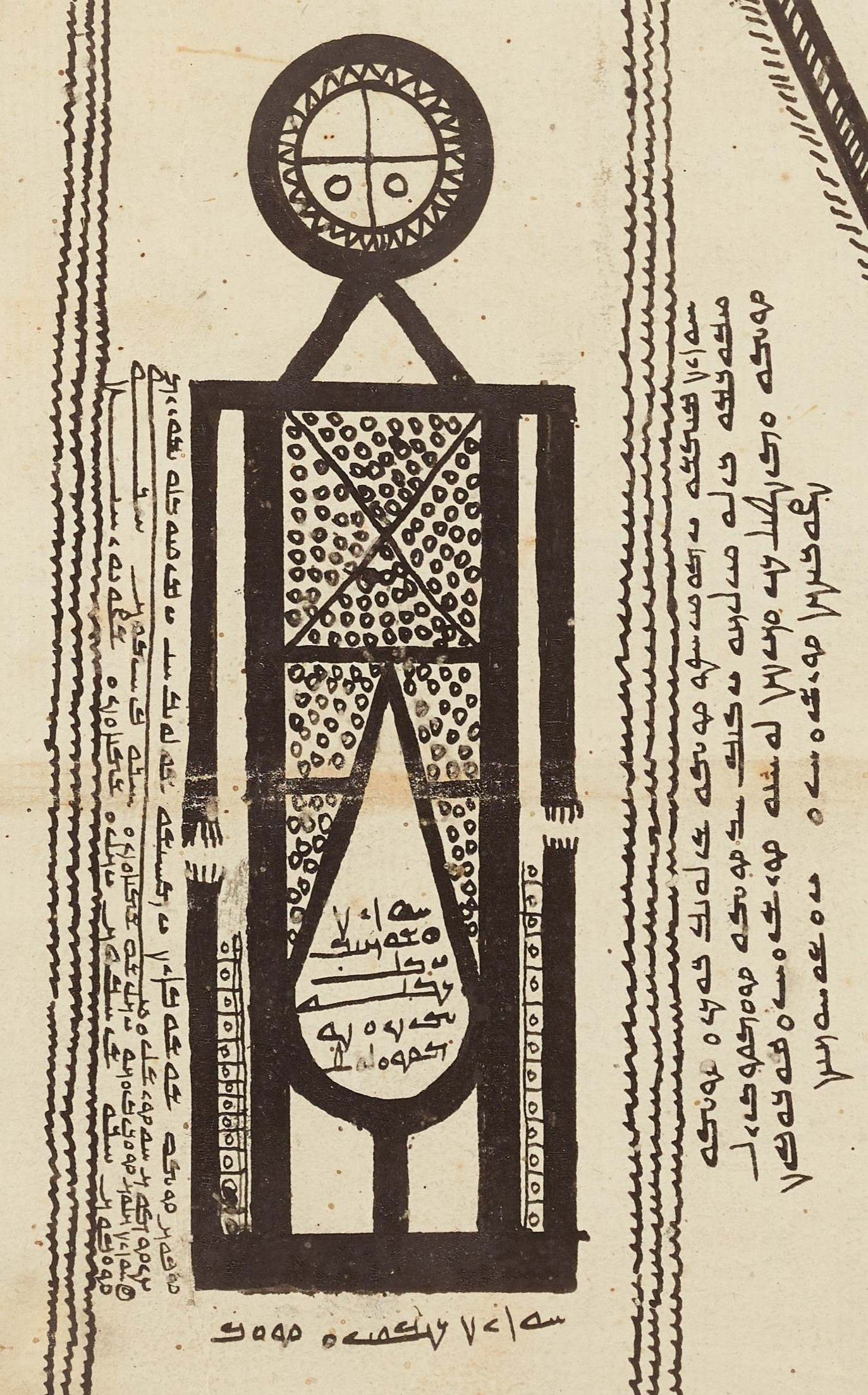
Abatur jako soudce váží hříchy a zásluhy zesnulých duší; kresba z Abaturova svitku (Diwan Abatur)

1. Ginza Rba (Velký poklad)
Petermann (ed.): Thesaurus sive Liber Magnus, Berlin 1867. Lidzbarski, Mark (ed.): Ginza Der Schatz oder Das Grosse Buch der Mandäer, Göttingen 1925.
Jan Kozák: Ginza. Gnostická bible nazarejců, Praha 2008 (jen pravá část ve dvou svazcích).
2. Diwan Abathur či Diuan Abatur (Abaturův svitek)
Průchod očistci. Překlad Euting, Julius: Qolaeta, Stuttgart, 1867 a E. S. Drowerová v Diwan Abathur or Progress through the Purgatories, Studi e testi 176 (Citta del Vaticano: Biblioteca Apostolica Vaticana, 1950.)
Jaromír kozák (ed.): Diwan Abatur, totiž Mandejská kniha mrtvých, Praha 2009.
3. Iniania
Odpovědi a modlitby
4. Sidra d-Nishmatha
Kniha duší, zabývající se rituálem křtu a svátosti
5. Sidra d-Nismatha
Kniha duší
6. Glosář
7. Tafsir Paghra
Vnitřní význam rituálních pokrmů. Jedna z šesti částí v DC 6.
8. Alp Trisar Šuialia (Tisíc dvanáct otázek)
Přeložila E. S. Drowerová v The Thousand and Twelve Questions, Berlin 1960. Exemplář je i v Paříži v Bibliotheque Nationale. Zde je označen jako Code Sabeen #16.
9. Diwan d-Nehrautha (Kniha řek)
Přeložil Kurt Rudolph pod názvem Der Mandäische „Diwan der Flüsse“. Abhandlungen der Sächsischen Akademie der Wissenschaften zu Leipzig, Philologisch-historische Klasse 70/1, Berlin: Akademie-Verlag, 1982.
10. Haran Gawaita (Vnitřní Harran)
Shodné s 8. částí DC 36. Přeložila E. S. Drowerová v The Haran Gawaita and Baptism of Hibil Ziwa, Studi e testi 176 (Citta del Vaticano: Biblioteca Apostolica Vaticana, 1953.)
11. Pirsa d-Sambra (Rueův amulet)
Překlad E. S. Drowerová v "Pisra d-Sambra: A phylactery for Rue. An Invocation of the personified Herb", Orientalia volume XV, 1946, str. 324-346. Datováno 1871 (A.H. 1249).
12. Šarh d-Paruanaiia (Vysvětlení pěti dodatkových dní)
13. Parsha Harshia (Zlomení kletby) Abatur jako vyvýšený soudce nad zemřelými, Abaturův svitek
Datováno (A.H. 1196)
14. Hibil Ziwa Zraztia

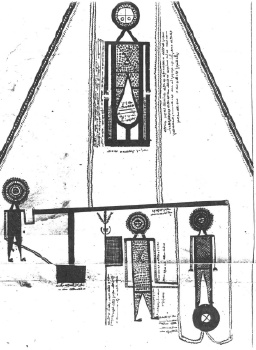
Abatur jako vyvýšený soudce nad zemřelými, Abaturův svitek

15. Šarh d-Ptaha d-Bimanda (Vysvětlení inaugurace Bimandy)'
16. Ptahil Zraztia
17. Šarh d-Miša Dakia (Vysvětlení čistého oleje)
18. Zidqa and Kana d-Zidqa
Překlad E. S. Drowerová v Scritti in onore di Guiseppe Furlani Rivista degli Studi Orientali 1957, 397-402
19. Zarazta d-Suba Sibiahia (Ochrana sedmi planetami)
20. Salhafta d-Mahra (Vykoupení se z nemoci)
21. Safta d-Dahlulia
22. Safta d-Pishra d-Ainia (Exorcismus uhranutí a nemoci očí)
Překlad E. S. Drowerová v Shafta d-Pishra d-Ainia exorcisim of the evil and diseased eyes, Journal of the Royal Asiatic Society 1937, str. 589-611 a v Journal of the Royal Asiatic Society 1938, str. 1-20.
23. Pasar Sumqa (Zaříkávání horečky)
Datováno (A.H. 1226)
24. Sharh d-Parwanaiia (Svitek Tarasa)
Obřady k soustředění Mandi (kněze) a Ganzibra
25. neuvedeno
26. neuvedeno
27. Zihrun Raza Kasia
28. Exorcismus (Snažil jsem se pozvednout oči)
29. neuvedeno
30. Drašia d-Yahia (Janova kniha)
Překlad M. Lidzbarski: Das Johannesbuch der Mändäer, 2 svazky, Giessen 1905 a 1915. Známá též jako Drašia d-Malkia (Kniha králů).
31. Spar Maluašia (Kniha o znameních zvěrokruhu)
Přeložila E. S. Drowerová v The Book of Zodiac (Sfar Malwasia), London, Royal Asiatic Society, 1949.
32. neuvedeno
33. Suba Ibisna
Sirna Htima
Biswar Ziua Nisimtai
34. Diwan Malkuta ‘Laita (Svitek o nadřazeném království)
Přeložila Jorunn Jacobsen Buckley v The Scroll of Exalted Kingdom, American Oriental Society 1993.
35. Diwan Madbuta d-Hibil Ziwa (Svitek o křtu Hibil Ziwy)
Překlad E. S. Drowerová v The Haran Gawaita and The Baptism of Hibil-Ziwa. Vydáno Citta Del Vaticano 1953
36. Alf Trisar Šuialia (Tisíc dvanáct otázek)
Překlad E. S. Drowerová v Alf trisar suialia: The Thousand and Twelve Questions: (Alf trisar suialia) A Mandaean text, Berlin: Akademie-Verlag, 1960. Haran Gawaita se nachází v 8. oddíle
37. Safta d-Masihfan Rba (Svitek o velkém přemožiteli)

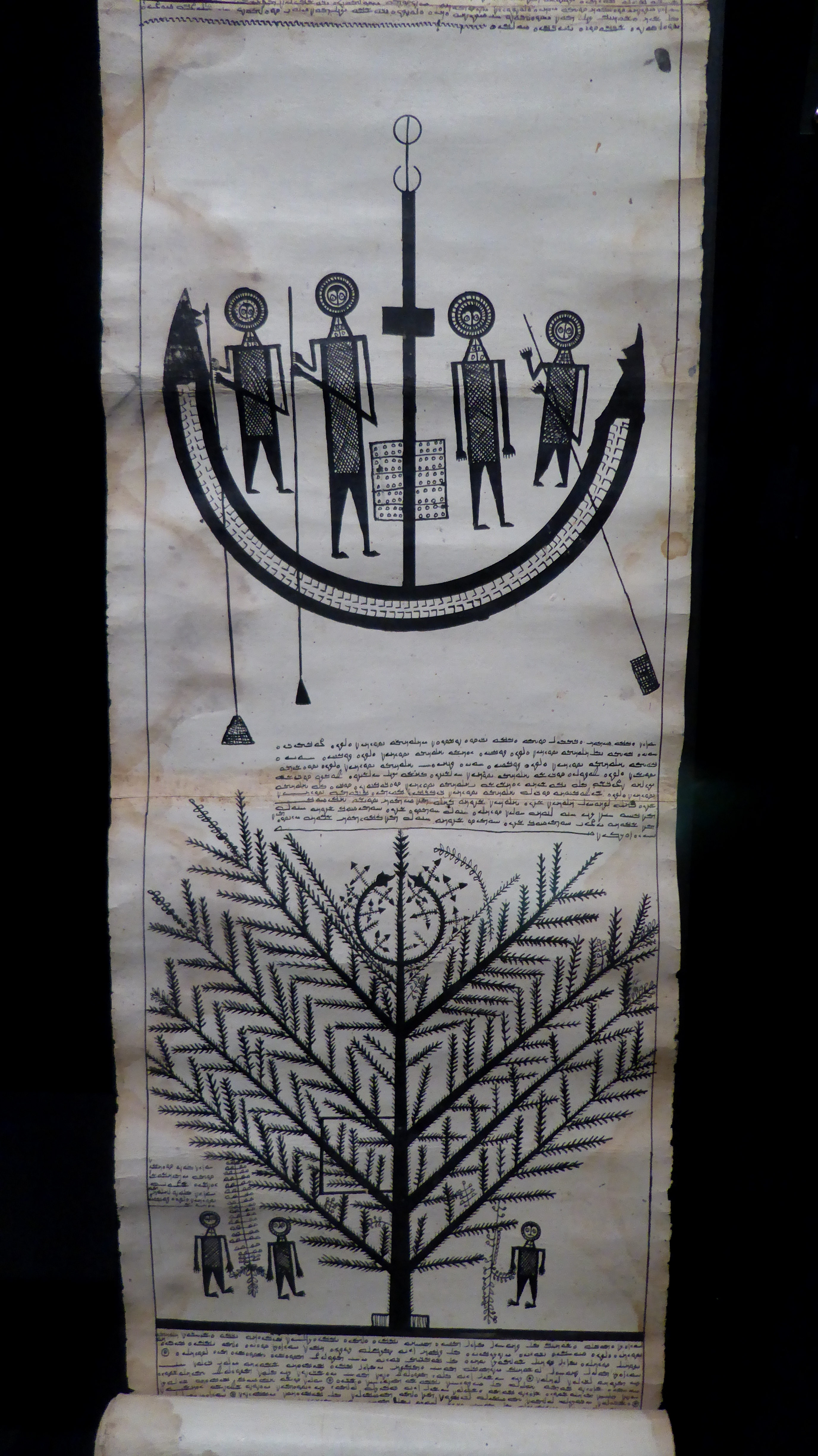
Abaturův svitek (Diwan Abatur), rukopis s kresbami postav
38. Sarh d-qabin d-Sislam Rba
(D.C. 38): explanatory commentary on the marriage-ceremony of the great Sislam / text transliterated and translated by E.S. Drower, Roma: Pontificio istituto biblico, 1950
39. Safta d-Qastina (Svitek Střílím)
Datován (A.H. 1216)
40. Qmaha Pa’ar Mihla (Amulet pro exorcismus soli)
Datováno 1831 (A.H. 1247)
41. Alma Rišaia Rba (Velký první svět)
Překlad E. S. Drowerová v A Pair of Nasoraean Commentaries, vydal E. J. Brill: Leiden 1963
42. Šarh d-Tabahata (Svitek předků)
43. Suba Ibisna
Sirna Htisna
Byawar Ziua Nisimtai (Poklad chudého kněze)
12 exorcismů
44. Zrazta d-Hibil Ziwa (Talisman Hibil Ziwy)
45. Harsia bisia (Mandejská kniha černé magie)
Překlad E. S. Drowerová v A Mandaean Book of Black magic, JRAS 1941, 149-181 a v Edmonds v letech 1990 a 2000.
46. Pishra d-Shambra (Rueovo zaříkávání)
47. Alma Risania Zuta (Menší svět)
Překlad E. S. Drowerová v A Pair of Nasoraean Commentaries, vydal E. J. Brill: Leiden 1963
48. neuvedeno
49. Sarh d-Masbuta Rabtia d-Tlaima Usitin
Masbutiata (Komentář na velký křest)
50. Pisra d Pugdama d-Mia (Exorcismus Příkaz vodám)
Datováno (A.H. 1277)
51. Šarch d-Qabin d-Šišlam Rba (Vysvětlení svatby Šišlama Velikého)
Překlad E. S. Drowerová v Šarch d-Qabin d-Šišlam Rba: Explanatory Commentary of the Marriage of Šišlam the Great, Biblica et Orientalia 12, Rome: Biblical Institute Press 1950.
52. Modlitební kniha
Překlad E. S. Drowerová v The Canonical Prayerbook, vydal E. J. Brill: Leiden 1959; rovněž M. Lidzbarski: Mandäische Liturgien, Berlin 1920 a 1960.
53. Šarch d-Trasa d-Taga d-Šišlam Rba (Vysvětlení korunovace Velkého Šišlama)
Překlad E. S. Drowerová v The Coronation of Great Šišlam: Being a description of the Rite of Coronation of Mandaean Priest, Leiden: Brill 1962. Další exemplář v Britském muzeu Or. 6592.

nečíslováno:
- Diwan d-qadaha rba ?ums d-mara d-rabuta u-dmut kusta (Svitek Velké modlitby ke jménu Pána velikosti a obrazu pravdy) M S Asiat. Misc. C 12

### Knihy o mandeismu na internetu
- Mandaean scriptures: Ginza Rba and Haran Gawaitha texts and fragments – Kniha označená jako Ginza Rba není Ginza Rba ale "The Canonical Prayerbook of the Mandaeans" přeložená E.S. Drowerovou.
- Gnostic John the Baptizer: Ukázky z mandejské knihy o Janovi: Toto je úplné vydání z roku 1924 G.R.S. Mead's classic study of the Mandæan John-Book (v The Gnosis Archive collection – www.gnosis.org).
- Fragments of a Faith Forgotten odG.R.S. Meada úplná verze (se starými i novými chybami), obsahuje informace o Manim, Manichaeismu, Elkesaitech, Nasorejcích, Sabijcích a dalších gnostických skupinách. Vydáno 1901 a dosud považováno za autoritativní.
- Ukázky z E. S. Drower, Mandaeans of Iraq and Iran, Leiden, 1962
- The Mandaeans of Iraq and Iran od Lady Ethel Stefany Drowerové, 1937 – celá kniha